# Dorothy Fane
Dorothy Fane (1871 – 1947) foi uma atriz britânica da era do cinema mudo. Ela é, por vezes, creditada como Dorothy Fayne. Fane atuou frequentemente no teatro britânico e filmes mudos.

## Filmografia selecionada
- The Picture of Dorian Gray (1916)
- The Bigamist (1916)
- The Flag Lieutenant (1919)
- The Pride of the Fancy (1920) - Hilda Douglas
- Daniel Deronda (1921) - Gwendolen Harleith
- Corinthian Jack (1921) - Lady Barbara
- The Harper's Mystery (1921)
- Married Life (1921)
- The Princess of New York (1921)- Violet Meretham
- Laughter and Tears (1921) - Countess Maltakoff
- The Bonnie Brier Bush (1921) - Kate Carnegie
- The Lonely Lady of Grosvenor Square (1922) - Anne-Marie Marney
- Bulldog Drummond (1922)
- The Loves of Mary, Queen of Scots (1923) - Mary Beaton
- Lights of London (1923) - Belle
- The Vortex (1928) - Helen Saville
- Threads (1932)

## Filmografia
- Kear, Lynn & King, James. Evely Brent: The Life and Film's of Hollywood's Lady Crook. McFarland & Co, 2009.